# Spirito Santo secondo le diverse confessioni
La teologia dello Spirito Santo si differenzia molto nelle varie religioni e confessioni religiose.
In questa sessione sono brevemente esposte le principali differenze che contraddistinguono le varie comunità a questo riguardo.
Per la chiesa cattolica apostolica, si ritiene che lo Spirito Santo sia apparso dopo i 50 giorni della morte di Gesù.
Mentre per altri lo Spirito Santo era sempre presente. In quanto facente parte di Dio Padre, ancora prima della creazione. Per i Greci: pneuma; per gli ebrei: Ruah o Ruakh "Alitò è diede vita al primo uomo che chiamò Adamo"

## Confessioni cristiane trinitarie
Sono le religioni, movimenti e confessioni che riconoscono Gesù e lo Spirito Santo come persone divine al pari del Dio Padre, presenti ed operanti fin dalle origini.

### Chiesa cattolica
Le basi della teologia della Chiesa cattolica sullo Spirito Santo può essere letta in tre testi:
- Simbolo Apostolico, in cui l'accenno allo Spirito Santo è molto essenziale («Credo nello Spirito Santo»)
- Simbolo Niceno-Costantinopolitano in cui la relazione dello Spirito Santo con il Dio Padre e con Dio Figlio è stata sviluppata, e la divinità dello Spirito Santo è stata riconosciuta:

- Nel suo catechismo, la Chiesa Cattolica riassume nella sezione "Credo nello Spirito Santo"[1] la sua visione dogmatica sullo Spirito Santo. Esso afferma che:
  - Lo Spirito è donato nel battesimo
  - Lo Spirito Santo è una delle persone della Trinità, della stessa sostanza del Padre e del Figlio.
  - La fede in Dio è possibile solo grazie allo Spirito Santo.

### Chiesa cristiana ortodossa
La Chiesa cristiana ortodossa proclama che il Dio Padre è la sorgente eterna di natura divina, da cui il Figlio eterno è stato generato e da cui lo Spirito Santo procede dall'eternità. 
Al contrario della chiesa cattolica e di altre confessioni cristiane occidentali, la chiesa ortodossa non riconosce che lo Spirito Santo proceda dal Figlio. Tale controversia, detta Filioque, è stata una delle divergenze teologiche che hanno portato al Grande Scisma, nel 1054.

### Chiese Protestanti
Le chiese nate dalla riforma del XVI secolo, ovvero la chiesa Luterana e le chiese riformate ( o calviniste) così come le chiese che ad esse esplicitamente o implicitamente si richiamano ( ad esempio Battisti e Metodisti ) conservano una dottrina trinitaria conforme a quanto stabilito nei primi quattro concili ecumenici. Differentemente della chiesa cattolica esse si basano però solo su quanto è contenuto nelle sacre scritture o che solo da esse può trovare una spiegazione, senza ricorrere a tradizioni successive. Le chiese protestanti dunque credono che lo Spirito Santo sia esso stesso Dio, terza persona della Trinità, non credono però che esso si riceva mediante il battesimo, piuttosto mediante la predicazione della Parola di Dio, lo Spirito Santo genera la fede in chi lo riceve, convince di peccato e unisce a Gesù Cristo ricevendo così la giustificazione, cioè la salvezza, per sola grazia, senza alcun merito umano, lo Spirito Santo poi guiderà il credente nella santificazione, la quale non è in vista della salvezza, essendo essa già ricevuta, ma in vista della testimonianza e della gloria di Dio.

### Pentecostalismo
Il gruppo dei movimenti pentecostali appartenenti alla chiesa cristiana evangelica pongono speciale enfasi:
- sul Battesimo nello Spirito Santo nel giorno di Pentecoste,
- sulla straordinarietà dei doni dello Spirito (1Cor. 12[2]),
- sulla manifestazione dello Spirito attraverso miracoli e segni.

### Dispensazionalismo
Il dispensazionalismo si basa sulla concezione che suddivide la storia umana in differenti ere o "dispensazioni", ognuna delle quali caratterizzata da grazie proprie solo di quel periodo. Questo movimento si basa sugli scritti di Gioacchino da Fiore. Secondo il pensiero più diffuso in questa corrente teologica adesso è l'Era dello Spirito, iniziata con la Pentecoste.
Un punto di contrasto fra parte del movimento del dispensazionalismo e le altre confessioni cristiane è riguardo al tempo in cui lo Spirito Santo abbandonerà la terra (2Tess 2,5-7).

## Confessioni cristiane non trinitarie
Le confessioni non trinitarie, quali i cristadelfiani, gli unitariani, i Testimoni di Geova, credono che lo Spirito Santo sia lo Spirito di Dio ma non una persona.
Questa convinzione è basata sul racconto dell'Annunciazione secondo il Vangelo di Luca:
- i non trinitari sostengono che il termine Spirito Santo è un sinonimo della Potenza dell'Altissimo presente nella seconda parte della frase, e perciò non fa dello Spirito Santo una persona distinta da Dio Padre.
- le confessioni trinitarie invece leggono proprio in questa stessa frase una delle più chiare rivelazione dello Spirito Santo come persona. Secondo queste confessioni lo Spirito Santo viene mandato da Dio Padre a portare la sua potenza, ma così come un ambasciatore e il re che lo ha mandato sono due persone distinte, così anche lo Spirito Santo e Dio Padre.

Alcuni Cristadelfiani credono che Dio mandi il suo Spirito Santo solo attraverso gli angeli e spesso ritengono che il termine Spirito Santo non si riferisca solo alla potenza di Dio ma anche al suo carattere. Inoltre, alcuni Cristadelfiani comprendono lo Spirito Santo come una personificazione, un'allegoria di uno spirito di santità nella vita della nuova creazione. Questo è un parallelo con la loro comprensione del diavolo come un'allegoria.

### Chiesa di Gesù Cristo dei santi degli ultimi giorni
Secondo i mormoni i termini con cui viene nominato lo Spirito Santo non vanno considerati equivalenti, ma evidenziano aspetti diversi dell'azione di Dio. Alcuni esempi:
- Spirito Santo: Salmi 51,11, Lc 11,13[5], Ef 1,13[6]
- Spirito: Rm 8,16[7]
- Spirito di Dio: Gn 1,2[8], Es 31,1[9], 1Sam 11,6[10], Rm 15,19[11]
- Spirito del Signore: Gd 3,10[12], Is 11,2[13], At 8,39[14]
- Spirito di Cristo: Rm 8,9[15] 1Pt 1,11[16]
- Luce di Cristo:2Cor 4,4[17], Ef 5,14[18], 1Gv 1,7[19]
- Spirito di Verità: Gv 14,17[20], Gv 16,13[21], 1Gv 4,6[22]

Lo Spirito Santo è considerato un membro della divinità, e grazie alla natura divina ed eterna del legame tra Dio Padre, Dio Figlio e lo Spirito Santo, essi operano come un unico Dio.
Lo Spirito Santo esiste come essere separato dal padre e dal figlio, ma di sola natura spirituale, mentre sia il padre che il figlio sono di carne e d'ossa essendo entrambi individui risorti. 
Sebbene la Chiesa di Gesù Cristo dei santi degli ultimi giorni è una confessione non trinitaria, la presenza di tre persone nel loro credo spesso fa classificare i mormoni come trinitari.

### Avventismo
Circa la Trinità, un aspetto interessante delle origini avventiste è la loro posizione antitrinitaria (o meglio non trinitaria) originaria.
Nel libro avventista Alla ricerca di un'identità. Sviluppo delle dottrine avventiste fondamentali del prof.George R.Knight (Edizioni ADV, 2004, pp. 13,14) si legge questo interessante passaggio:
La maggior parte dei pionieri avventisti oggi avrebbe delle difficoltà a far parte della chiesa se dovesse esprimere il proprio consenso sui ventisette punti dottrinali della denominazione. Per scendere nei particolari, non potrebbero accettare il punto numero 2 che riguarda la dottrina della Trinità. Per Joseph Bates, infatti, la Trinità rappresentava una  dottrina non scritturale, mentre James Springer White la chiamava quella vecchia assurdità trinitaria e per M.E. Cornell essa era il frutto della grande apostasia, insieme con altre false dottrine come l'osservanza della domenica e l'immortalità dell'anima. Nello stesso modo, la maggior parte dei fondatori si sarebbero trovati a disagio con il punto 4, che sostiene che Gesù ha una natura eterna ed è anche veramente Dio. Per J.N. Andrews il Figlio di Dio...ebbe Dio come Padre e, in un momento indeterminato di un eterno passato, i suoi giorni ebbero inizio.
Ma i personaggi più noti dell'avventismo non avrebbero sottoscritto neppure il punto 5 relativo alla personalità dello Spirito Santo. Uriah Smith, per esempio, non solo negava la Trinità e l'Eternità del Figlio, come molti suoi confratelli ma, sempre come loro, descriveva lo Spirito Santo come quell'emanazione divina e misteriosa attraverso la quale sia il Padre che il Figlio  realizzano la loro opera grandiosa e infinita. In un'altra occasione definì lo Spirito Santo come un influsso divino e non come una persona paragonabile al Padre e al Figlio.

### Testimoni di Geova
La congregazione cristiana dei Testimoni di Geova, sostiene che lo spirito santo – così come presentato nei testi biblici più antichi (come la Settanta Greca) – non sia una persona come lo sono Dio o Cristo, bensì la "forza attiva" utilizzata da Dio (Geova, JHWH o Jahvé ) per creare tutte le cose, sostenere i suoi adoratori, ispirare i suoi profeti, compiere miracoli, realizzare il suo proposito per l'umanità, come pure il mezzo tramite il quale Maria rimase incinta di Gesù Cristo, il Figlio di Dio.
Raramente lo spirito santo è descritto nel testo biblico in modo che possa suggerire l'idea di un essere letterale o di una persona (fa eccezione il "Soccorritore" menzionato in Giovanni 14:16, 17 ). Tuttavia la personificazione di un concetto a scopo illustrativo non è affatto cosa estranea alla Bibbia, che nell'Antico Testamento adotta spesso questa modalità espressiva per definire ad esempio concetti astratti quali la sapienza, il peccato, la speranza. Similmente, lo spirito santo è versato sugli apostoli alla Pentecoste del 33 E.V., i quali di conseguenza furono pieni di spirito santo. 
I testimoni di Geova sostengono questa visione impersonale dello spirito santo, additando anche il fatto che nel racconto del Battesimo di Gesù, lo spirito santo discende su Gesù, contraddicendo coloro che ritengono che Dio Figlio e Dio Spirito Santo siano una cosa sola. 
Essi inoltre negano che lo spirito santo sia una persona, riferendosi a quei passaggi dei vangeli in cui vengono nominati solo il Padre e il Figlio.
Sostengono inoltre che, sebbene esistano passaggi biblici in cui il Padre, il Figlio e lo spirito santo sono riportati insieme, in nessuno di questi è dichiarato che le tre figure siano uguali in natura o autorità.

## Religioni non cristiane

### Ebraismo
Secondo la religione ebraica l'idea che Dio possa essere costituito da due o tre persone è eretica (Libro del Deuteronomio 6,4).

### Islam
Secondo l'Islam lo Spirito Santo è azione e comunicazione divina spesso identificata con l'Arcangelo Gabriele (جبري Jibril), azione creatrice di Dio che creò Adamo e concepì Gesù. L'Islam inoltre riconosce lo Spirito Santo come sorgente ispiratrice di angeli e profeti.